# Dexter Dennis
Dexter Dennis (Baker, 9 febbraio 1999) è un cestista statunitense, professionista nella NBA.

## Carriera
Dopo aver trascorso la carriera universitaria tra i WSU Shockers e una con i Texas A&M Aggies, il 22 settembre 2023, dopo non essere stato scelto al Draft NBA, viene aggregato al training camp dai Dallas Mavericks. Il 21 ottobre viene quindi firmato con un two-way contract.